# 1997 dans les chemins de fer
Chronologie des chemins de fer
1996 dans les chemins de fer - 1997 - 1998 dans les chemins de fer

## Évènements
- 13 février, France : loi portant création de Réseau ferré de France (RFF), qui devient propriétaire et gestionnaire du réseau ferré français, et se voit transférer la dette relative au réseau.

- 28 avril, France : mise en service du prolongement de la ligne D du métro de Lyon entre Gorge de Loup et Gare de Vaise.

- 6 juin 1997 : Mise en service de la première rame à 2 niveaux sur le RER A en Ile-de-France (MI 2N)
- 2 juillet, France : inauguration et mise en service de la ligne T2 du tramway de Paris.

- 1er octobre, États-Unis : fin de la restauration par la Metropolitan Transport Authority de la gare du Grand Central à New York, après deux ans de travaux.

- 24 octobre, Allemagne / France : inauguration de la Saarbahn, le tram-train transfrontalier reliant Sarreguemines et Sarrebruck.